# کاخ مرمر رامسر
کاخ سلطنتی رامسر یا کاخ مرمر، یکی از نفیس‌ترین آثار دوران پهلوی در رامسر، ایران است. این کاخ به دستور رضاشاه در سال ۱۳۱۶ به بهره‌برداری رسید و تا انقلاب ۱۳۵۷ به عنوان اقامتگاه خانواده سلطنتی استفاده می‌شد. محمدرضا پهلوی، شاه وقت ایران و همسر دومش، ثریا اسفندیاری، ملکه وقت ایران ماه عسل خود را در این کاخ گذراندند. ساختمان کاخ در میان باغی به مساحت ۶۰۰۰۰ متر قرار دارد که اولین نهال‌های مرکبات اصلاح شده و گیاهان تزئینی نایاب در این باغ کاشته شده‌است و یکی از جالب‌ترین و متنوع‌ترین باغ‌های ایران است.

## معماری کاخ رامسر

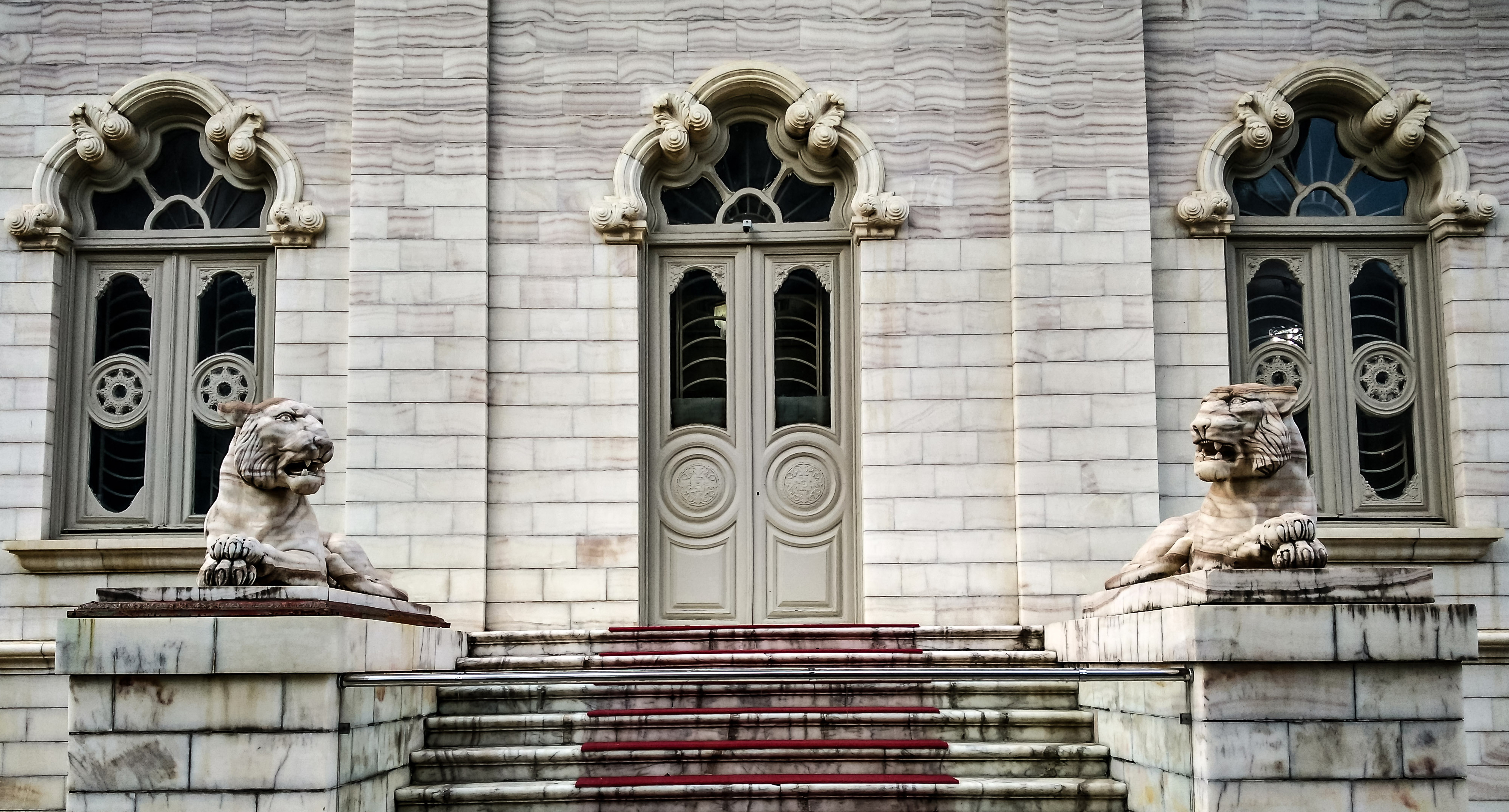
نمای پشت کاخ مرمر رامسر، رگه های سنگ‌های مرمر در یک راستا قرار دارند

معماری این کاخ با زیر بنای حدود ششصد متر و اثر هنرمندان ایرانی است. بنای کاخ از سنگ مرمر سفید رگه در با ایوانی دارای ۴ ستون حجاری شده از سنگ مرمر یکپارچه‌ است و در دو سوی پلکان پشت کاخ، دو مجسمه مرمرین ببر قرار گرفته‌است. در ابتدای بنا یک تالار مرکزی قرار دارد که درب‌های اتاق‌های جانبی به آن باز می‌شود. تالار مرکزیِ کاخ به دو اتاق بزرگ راه دارد. سالن پذیرایی و کنفرانس با فرشی پشمی به مساحت ۸۲.۵ متر، اثر دست هنرمندان کرمانی در این بخش پهن شده که بزرگترین فرش مجموعه است. زمینه فرش، سورمه‌ای رنگ است و با طرح هایی از ترنج، گل و بوته تزئین شده است. مبلمانی فرانسوی از ۲۰۰ سال قبل در این سالن قرار گرفته و گنجه‌ها و دکوری‌ها، آن را به فضایی مجلل تبدیل کرده‌اند.

## استفاده
پس از انقلاب ۱۳۵۷، این کاخ تحت مالکیت بنیاد مستضعفان قرار گرفته و با عنوان تماشاگه خزر به صورت موزه برای عموم قابل بازدید است. آثار به نمایش درآمده در این موزه شامل مبلمان، شمعدان‌ها و بوفه‌های آنتیک، مجسمه‌های برنزی و مرمرین نفیس و تابلوهایی از هنرمندان مشهور جهان است. در محوطه جلوی کاخ درخت کاجی به بلندای۲۳ متر وجود دارد که در سال۱٢۹۲ هجری خورشیدی کاشته شده‌است. این کاج به نام کاج کاشفی معروف است. ضخامت این درخت بیش نیم متراست. در حوض جلوی کاخ نیز حوض آبی رنگی وجود دارد که در آن تعدادی ماهی خاویار جهت تزیین نگهداری می‌شوند. آدرس کاخ مرمر رامسر در داخل شهر رامسر و در مسیر بسیار دسترسی قرار دارد.